# Fjodor Alekszandrovics Romanov orosz herceg
Fjodor Alekszandrovics orosz herceg (oroszul: Князь Фёдор Александрович Романов; Szentpétervár, 1898. december 11./23. – Ascain, 1968. november 30.) orosz herceg, franciaországi orosz emigráns.

## Élete
Fjodor Alekszandrovics herceg 1898 novemberében látott napvilágot Alekszandr Mihajlovics nagyherceg és Kszenyija Alekszandrovna nagyhercegnő harmadik gyermekeként, egyben második fiaként. Szülei között távoli unokatestvéri kapcsolat állt fenn, mindkettejüknek közös őse volt I. Miklós cár. Noha Fjodor Alekszandrovics édesanyja III. Sándor cár leánya volt, gyermekei kivétel nélkül csupán hercegi címet viseltek, mivel apai ágról a nagyapjuk nem volt cár.
A herceg és testvérei gyermekként sok időt töltöttek Franciaországban és a család kedvelt krími palotájában. Szülei hamar zátonyra futott házassága ellenére boldog gyermekkorban volt részük; az év nagy részében Alekszandr Mihajlovics a kormányt kritizáló nézetei miatt a szülőföldjüktől távol, a francia Biarritzban éltek. Fjodor herceg különösen jó barátságba került egyetlen nővére, Irina Alekszandrovna hercegnő férjével, Feliksz Felikszovics Juszupov herceggel. „Ez a tizenöt éves fiú magas volt a korához képest; szertelen és göndör gesztenyeszín haja jóképű, tipikusan skandináv arcot keretezett gyorsan változó vonásokkal. Arckifejezése tudott oly kegyetlen lenni, mint egy vad szörnyetegé, vagy oly gyengéd, akár egy gyermeké” – emlékezett meg róla a herceg, akivel utóbb Fjodor Alekszandrovics szoros, mély baráti kapcsolatot alakított ki. Mikor idősebbé válván a herceg elköltözött szüleitől, Irina Alekszandrovna és Feliksz Juszupov palotájában lelt otthonra.
Az első világháború, majd az azt követő forradalom alatt Fjodor herceg sógorával és nővérével a Krímre menekült. A bolsevikok hatalomra jutását követően a cári család tagjait üldözték, legtöbbjüket letartóztatták és kivégezték. Azok a családtagok, akik biztonságot kerestek, a Krímbe szöktek Marija Fjodorovna anyacárnéhoz. 1919-ben Fjodor Alekszandrovics és testvérei az anyacárné brit rokonai által küldött HMS Marlborough hadihajó fedélzetén hagyták el Oroszországot. A família jelentős része francia földön talált menedékre; Fjodor Alekszandrovics is itt telepedett le Irina Alekszandrovnánál és Feliksz Felikszovicsnál.
Fjodor Alekszandrovics, aki a leírások alapján „ellenállhatatlanul szép és kedves ember volt”, megnyerte magának távoli unokatestvére, Irina Pavlovna Palej hercegnő és von Hohenfelsen grófnő szívét. Irina Pavlovna hercegnő Pavel Alekszandrovics nagyherceg morganatikus házasságából származott, a hercegnőt és édesanyját még II. Miklós cár emelte hercegi rangra. Az esküvői szertartást 1923. május 31-én tartották Párizsban. Viszonyukból egyetlen gyermek született:
- Mihail Fjodorovics Romanov herceg (1924. május 4. –), első felesége Helga Staufenberger, második felesége Maria de las Mercedes Ustrell y Cabani.

Irina Pavlovna hercegnő, aki házassága révén később a Romanovszkaja hercegné címet kapta, életét a jótékonykodásnak szentelte. A pár eltávolodott egymástól; Irina Pavlovna viszonyt alakított ki de Monbrison francia gróffal, akitől egy törvénytelen gyermeke született. A leányt, aki az Irina Fjodorovna nevet kapta, Fjodor herceg magáénak ismerte el. 1936. július 22-én Fjodor Alekszandrovics és Irina Pavlovna válását hivatalosan is kimondták; a felek ettől eltekintve életük végéig fenntartották baráti kapcsolatukat.
Az elvált Fjodor Alekszandrovics herceg magányosan élt. Élete utolsó évtizedeiben tüdőbajban szenvedett, kezelési költségeit sógora és nővére állták. Volt felesége betegsége alatt végig mellette állt és ápolta őt. A herceg 1968. november 30-án halt meg a franciaországi Ascain városában.